# Triumfetta coriacea
Triumfetta coriacea är en malvaväxtart som beskrevs av Bénédict Pierre Georges Hochreutiner. Triumfetta coriacea ingår i släktet triumfettor, och familjen malvaväxter. Inga underarter finns listade i Catalogue of Life.